# Diocèse de Caserte
Le diocèse de Caserte (en latin : Diœcesis Casertana ; en italien : Diocesi di Caserta) est un diocèse de l'Église catholique en Italie, suffragant de l'archidiocèse de Naples et appartenant à la région ecclésiastique de Campanie.

## Territoire
Il est situé dans une partie de la province de Caserte, l'autre partie de cette province étant partagé par l'archidiocèse de Capoue
et les diocèses d'Isernia-Venafro, de Teano-Calvi, de Cerreto Sannita-Telese-Sant'Agata de' Goti, d'Alife-Caiazzo, d'Aversa, de Sessa Aurunca, et de Sora-Cassino-Aquino-Pontecorvo. Il possède un territoire qui couvre une superficie de 182 km2 divisé en 67 paroisses regroupées en 5 archidiaconés. L'évêché est dans la ville de Caserte où se trouve la cathédrale Saint Michel archange.

## Histoire
Dans une bulle de Senne, archevêque de Capoue, datée de 1113, il confirme la perpétuelle juridiction de son suffragant, l'évêque Rainulfo, et ses successeurs sur le diocèse de Caserte dont les limites, outre le territoire de Calatia, comprenait également le comté de Caserte, qui faisait auparavant partie du siège de Capoue. Le même document fait référence aux prédécesseurs de Rainulfo, une indication qui suggère une origine plus ancienne du diocèse. On pense que les évêques du diocèse de Calatia (it) déplacent leur siège à Caserte pour échapper aux sarrazins qui détruisent la ville en 880. La confirmation d'une continuité entre les deux sièges de l'évêque se trouve dans un décret de 1158 conservé dans l'abbaye de Cava et dans lequel l'évêque Jean de Caserte donne à l'abbaye les églises de Santa Maria et de San Marciano à Cervino.
Au cours du XIIIe siècle, la puissance et le prestige des évêques de Caserte augmentent, en particulier grâce à l'alliance de l'Église avec les Angevins, tandis que la féodalité locale reste fidèle aux Souabes. L'élection de l'évêque Giovanni Gayto est révoquée pour avoir prêté serment au comte Corradello de Caserte, dont l'action, précisément à cause de l'alliance avec la maison de Hohenstaufen, est entravée à tout prix. Au lieu de cela, l'évêque Filippo, refuse de prêter serment à Corradello, est contraint de fuir Caserte et de se réfugier à Naples, à la cour de Charles Ier d'Anjou. Le pouvoir des évêques de Caserte prospère également grâce à l'octroi d'importants privilèges, notamment le droit de percevoir des impôts et les dîmes, confirmé par Charles d'Anjou en 1270, et le droit d'exercer la justice civile. Ces privilèges sont à l'origine de violents affrontements avec les seigneurs féodaux locaux, qui refusent de payer la dîme et d'autres taxes à l'Église. Le 1er décembre 1285, Mgr Nicola Flure inscrit sur une plaque de marbre sur le mur sud de la cathédrale la possibilité d'excommunication pour ceux qui portent atteinte au droit de propriété du diocèse sur les moulins et sur les propriétés diocésaines. Son successeur Azzone da Parma doit faire face à une longue querelle avec les nouveaux seigneurs de Caserte, afin de défendre ses droits et ceux de l'Église. En 1304, Charles II d'Anjou confirme les droits d'Azzone.
À partir du XIVe siècle, Casertavecchia, perchée sur la montagne, perd de son importance au profit des zones planes où se développent de nouveaux centres de population. Les comtes de Caserte se rendent dans le village de Torre, premier noyau de la future Caserte, sous un nouveau nom qui le distingue du vieux centre-ville et de l'évêque. À partir de la fin du XVIe siècle, les évêques préfèrent résider à Falciano del Massico, où ils possèdent le palais du Cavallerizza, offert par le roi Ferdinand Ier de Naples à l'évêque Giovanni de Leoni Galluccio (1476-1493). Le XVIe siècle est l’époque de la diffusion des idées du luthéranisme, qui voit l’action de plusieurs réformateurs, dont Gian Francesco Alois, condamné comme hérésie en 1565. L'Église répond en convoquant le concile de Trente, où la doctrine catholique est réitérée et clarifiée et où des mesures sont prises pour réformer l'Église catholique. Agapito Bellomo, évêque de Caserte, fonde le séminaire à Casertavecchia entre 1567 et 1573. Bellomo est également responsable de la première visite pastorale du diocèse en 1587 et trois ans après la célébration du synode. Les successeurs de Bellomo, Benedetto Mandina (1594-1604) et Diodato Gentile (1604-1616) poursuivent les travaux d'application des décrets de la réforme tridentine. Le premier est membre du collège de l'Inquisition. À ce titre, il assiste à la lecture de la peine de mort prononcée contre Giordano Bruno et figure parmi les juges du procès contre Tommaso Campanella. Dans son rapport sur la visite ad limina de 1594, il est toujours préoccupé par la présence de calvinistes et de luthériens dans son diocèse. Mandina agit aussi contre les abus du clergé, et en particulier des religieux alors que les tentatives de répartition des paroisses entre l'archidiocèse de Capoue et le siège de Caserte restent vaines.
Au début du XVIIe siècle, pendant l'épiscopat de Diodato Gentile, la résidence de l'évêque est officiellement et définitivement transférée à Falciano, près de Caserta, dans le palais de la Cavallerizza, tandis que le chapitre de chanoines, la cathédrale et le séminaire restent à Casertavecchia. C'est un siècle marqué par de fréquents malentendus entre les évêques et le chapitre, la dégradation économique et la peste de 1656 qui déciment la population. Au début du XVIIIe siècle, l'évêque Giuseppe Schinosi (1696-1734) conscient des problèmes et des difficultés de ses fidèles, tente de lutter contre la pauvreté extrême et les pratiques pseudo-religieuses largement répandues et améliore les conditions sociales et religieuses ; parmi celles-ci, la création de missions populaires avec l'aide de missionnaires extérieurs au diocèse mérite une mention particulière ; la fondation à Falciano d'un collège, appelé grand séminaire, où enseignent d'illustres professeurs ; la fondation d'une bibliothèque diocésaine est également ouverte aux laïcs; la revitalisation des anciens centres monastiques, y compris le couvent de Sant'Agostino, est confié aux dominicains.
Un moment important de l’histoire du diocèse est la fondation du palais royal de Caserte, commandé par Charles III, dont la première pierre est posée le 20 janvier 1752. Autour du palais, la nouvelle ville de Caserte se forme, grâce à l'absorption d'anciens centres habités, dont Torre. De nouveaux bâtiments sont construits, y compris plusieurs églises ; avec la restauration post-napoléonienne, Torre prend officiellement le nom de Caserte, un coup supplémentaire porté à l'ancienne Casertavecchia. Au début du XIXe siècle, à la suite du concordat de Terracina entre le pape Pie VII et Ferdinand Ier de Bourbon, avec la bulle De utiliori du 27 juin 1818, le pape supprime le diocèse de Caiazzo et fusionne le territoire avec celui de Caserte ; cependant, le 16 décembre 1849, le pape Pie IX rétablit le siège épiscopal de Caiazzo et son district est à nouveau séparé du diocèse de Caserte. Le 15 juillet 1841, par la bulle Inter apostolicae du pape Grégoire XVI, le siège épiscopal est déplacé de Casertavecchia vers la nouvelle ville, dans un bâtiment construit par les Bourbons sur l'emplacement de l'ancienne église gothique de l'Annonciation. Lors de sa fuite de l'État pontifical, Pie IX célèbre la messe dans la chapelle palatine de Caserte lors de la nuit de Noël 1849.
Le développement urbain de Caserte s'arrête avec l'unification de l'Italie. De la citadelle religieuse prévue, qui aurait dû inclure la cathédrale, le séminaire et l'évêché, seul l'évêché est achevé. Au XXe siècle, le projet est finalement abandonné et le somptueux palais est abandonné par l'évêque Bartolomeo Mangino et vendu par l'évêque Vito Roberti. En 1860, les deux séminaires, celui de Casertavecchia et celui de Falciano sont réunis par Mgr Schinosi dans un nouveau bâtiment, situé dans l'ancien couvent des carmélites.
Le 30 avril 1979, avec l’archidiocèse de Capoue, Caserte devient suffragant de l’archidiocèse de Naples.

## Sources
- « Diocese of Caserta »